# 우크라이나의 국장

우크라이나의 국장

우크라이나의 국장, 일명 "트리주브"("Тризуб, Tryzub", 우크라이나어로 "삼지창")는 우크라이나를 상징하는 문장으로 1992년 2월 19일에 제정되었다.
파란색 방패 안에는 노란색 삼지창 문양이 새겨져 있다. 국장의 원형은 류리크 왕조 시대에 사용되었던 도장의 문양이다.

## 역대 우크라이나의 국장

키예프 대공국의 국장
갈리치아-볼히니아 왕국의 국장
우크라이나국의 국장
우크라이나 인민공화국의 국장
우크라이나 소비에트 사회주의 공화국의 국장

## 같이 보기
- 우크라이나의 국기
- 트리슐라